# Les Voiles d'Antibes
Les Voiles d'Antibes sont un rassemblement annuel de vieux gréements (voiliers d'époque, voiliers classique, voiliers « esprit de tradition » et voiliers de classe métrique) créé en 1996, qui a lieu au mois de juin à Antibes.
Au même titre que Les Voiles de Saint-Tropez (anciennement La Nioulargue) et que les Régates Royales à Cannes, Les Voiles d'Antibes sont le plus grand rassemblement de printemps pour les yachts classiques en Méditerranée.[réf. nécessaire]
Lors de ce rassemblement, les bateaux participants régatent sur des parcours côtiers en baie d'Antibes et de Juan-les-Pins. Les régates sont organisées par la Société des Régates d'Antibes, qui depuis 1995 régit les aspects techniques et les parcours en mer avec un comité de course bien établi par un arbitre national auprès de la Fédération Française de Voile. Ce sont de véritables compétitions, qui offrent un spectacle unique. 

## Historique
Les Voiles d’Antibes furent créées en 1995 à l’initiative de Frank Covat, skipper professionnel, et Thierry Piel et Maurice Carette, commerçants du port d’Antibes. 
À l’issue de la dernière Nioulargue, ils firent le constat que le port d’Antibes, 1er port de plaisance européen[réf. nécessaire] et port d’attache de nombreux yachts Classiques et Maxis-Croisières, n’avait pas encore de grand événement public autour de la voile. L’idée principale était de créer sur le Port d'Antibes une grande fête du yachting et des marins. Avec le soutien de Jacques Grima et de l’Office de tourisme d’Antibes, la première édition eut lieu du 7 au 9 juin 1996 sur le Quai d’Accueil devant la Capitainerie. Le succès de cette première édition (avec une quinzaine de yachts inscrits) provoqua une volonté publique de poursuivre cette organisation. Après deux années passées sur le Quai d’Accueil, Les Voiles d’Antibes se déplacèrent sur le Quai Eric Tabarly à proximité du Fort Carré et des clubs nautiques. Ne cessant d’accroitre sa notoriété, les Voiles d’Antibes accueillaient de plus en plus de yachts et de public. Gage de cette réussite, en 2003, Les Voiles d’Antibes intégraient le Prada Challenge for Classic Yachts qui deviendra en 2005 le Panerai Classic Yachts Challenge. Après avoir accepté les classes Maxi – Croisière (de 1996 à 2006) et Dragon (2001), Les Voiles d’Antibes ont décidé à partir de 2007 d’accueillir exclusivement les yachts jaugés par le Comité International de la Méditerranée (C.I.M.). Ces yachts uniquement en bois ou  métal, sont divisés en 3 catégories : les yachts d’Époque (lancés avant 1950), les yachts Classique (lancés avant 1976) et les yachts Esprits de Tradition (lancés après 1975 mais d’un aspect fidèle aux projets traditionnels). Tous ces yachts témoignent de la passion de toutes les personnes qui les ont financés, pensés, dessinés, construits, entretenus, restaurés et menés sur toutes les mers… 
Ne cessant de grandir, Les Voiles d’Antibes se déplacèrent en 2008 sur l’Esplanade Saint-Jaume, à l’entrée du quai des Milliardaires et à l’ombre des remparts du Vieil Antibes. En 20 ans, avec plus de 80 yachts participants (atteignant en 2014 un record de 83 yachts), plus de 800 marins et plus de 15 000 visiteurs tous les ans , Les Voiles d’Antibes sont devenues le plus grand rassemblement de printemps pour ces unités[réf. nécessaire] et l’une des manifestations emblématique de la Ville d’Antibes.
Au fil des ans, l’identité des Voiles d’Antibes s’est construite sur plusieurs thèmes : des courses compétitives sur des parcours adaptés, des soirées festives avec tous les soirs des concerts gratuits et la culture avec un espace dédié mettant en avant des artistes de tous les horizons.
En 20 ans, Les Voiles d’Antibes ont accueilli plus de 270 yachts différents avec plus de 5 000 équipiers de 53 nationalités différentes qui ont participé à plus de 70 courses, plus de 200 000 visiteurs, plus de 1 000 bénévoles, plus de 50 partenaires Officiels, plus de 50 groupes de musique    